# Florence Dolphyne
Florence Abena Dolphyne (* 1938 in Cape Coast, Ghana) ist eine ghanaische Linguistin und Hochschullehrerin. Sie war die erste Frau aus Ghana, die in Phonetik und Linguistik promovierte und die an einer ghanaischen Universität zur außerordentlichen Professorin befördert wurde. Sie war die erste Prorektorin der Universität von Ghana.

## Leben und Werk
Dolphyne war eine der zwei überlebenden Töchter eines Nzema-Vaters und einer Ashanti-Mutter aus Achinachrom. Sie besuchte die Wesley Girls’ High School in Cape Coast und die Mfantsipim School, wo sie als eines der wenigen Mädchen die Oberstufe der Jungenschule besuchte. Danach setzte sie ihr Universitätsstudium an der University of Ghana fort, wo sie 1958 einen Bachelor of Arts Honours in Linguistik erhielt. Sie unterrichtete dann an der La Bone Secondary School. 1962 erhielt sie ein Auslandsstipendium der School of Oriental and African Studies der University of London für ein weiterführendes Studium in Phonetik und Linguistik. Gemäß den dortigen Gepflogenheiten war sie zunächst für einen Masterstudiengang eingeschrieben, wurde aber aufgrund ihrer hervorragenden Leistungen im Masterstudiengang in das Doktorandenprogramm aufgenommen, das sie 1965 mit Auszeichnung abschloss. Der Titel ihrer Dissertation lautet: The phonetics and phonology of the verbal piece in the Asante dialect of Twi.
Dolphyne wurde 1965 Dozentin in der Abteilung für Linguistik an der Universität von Ghana, 1975 Senior Lecturer und 1985 Associate Professor. Sie erlangte 1996 den Titel einer Professorin für Linguistik. Sie war Dekanin der Philosophischen Fakultät und Leiterin des Fachbereichs Linguistik und wurde die erste Prorektorin der Universität. Sie war Mitglied des Universitätsrats und Leiterin der Volta Hall. Von 1965 bis 2001 war sie an der Universität von Ghana tätig.
Dolphyne hatte Gastdozentenpositionen an anderen Universitäten, darunter an der University of Ibadan in Nigeria, dem Fourah Bay College in Sierra Leone, der Michigan State University und der University of California, Los Angeles.
Dolphyne war in verschiedenen Gremien und Ausschüssen als Mitglied, Geschäftsführerin oder Vorsitzende tätig. Dazu gehören unter anderem der National Council of Black Studies, die West African Linguistics Society, das Committee of Women in Church and Society des Weltkirchenrats, der National Council on Women and Development, das International African Institute. Von 2002 bis 2006 war sie Vorsitzende des Ghana Education Service Council. Darüber hinaus war sie Vorstandsmitglied des Ghana Education Trust Fund und des VALCO Trust Fund. Sie war maßgeblich an der Arbeit des Linguistics Circle of Accra, des Vorläufers der Linguistics Association of Ghana, sowie der West African Linguistics Society (WALS) beteiligt.
Ihr Beitrag zur Linguistik als Sprachwissenschaft liegt im Wesentlichen in den Bereichen Phonologie und Historische Linguistik, wobei sie sich auch mit Soziolinguistik beschäftigte. In der Historischen Linguistik zählt sie zu den führenden afrikanischen Spezialisten. Sie veröffentlichte Publikationen, die das Fachgebiet maßgeblich beeinflussten, unter anderen eine phonologische Analyse von Twi-Vokalen, eine Klassifizierung von Akan-Verbstämmen, Dialektunterschiede und historische Prozesse in Akan, der Brong-Dialekt (Bono) von Akan, Ton und Grammatik in Akan.

## Auszeichnungen und Ehrungen (Auswahl)
- 2004: Ehrendoktorwürde der Universität von Ghana[7]

## Veröffentlichungen (Auswahl)
- The Emancipation of Women: An African Perspective. Ghana Universities Press, 1991, ISBN 978-9964-30-188-0.
- The Akan (Twi-Fante) Language – Its Sound Systems and Tonal Structure. Ghana Universities Press, 1988, ISBN 978-9964-30-159-0.
- A Comprehensive Course in Twi (Asante) for the Non-Twi Learner. Ghana Universities Press, 1998, ISBN 978-9964-30-245-0.